# 保守主流

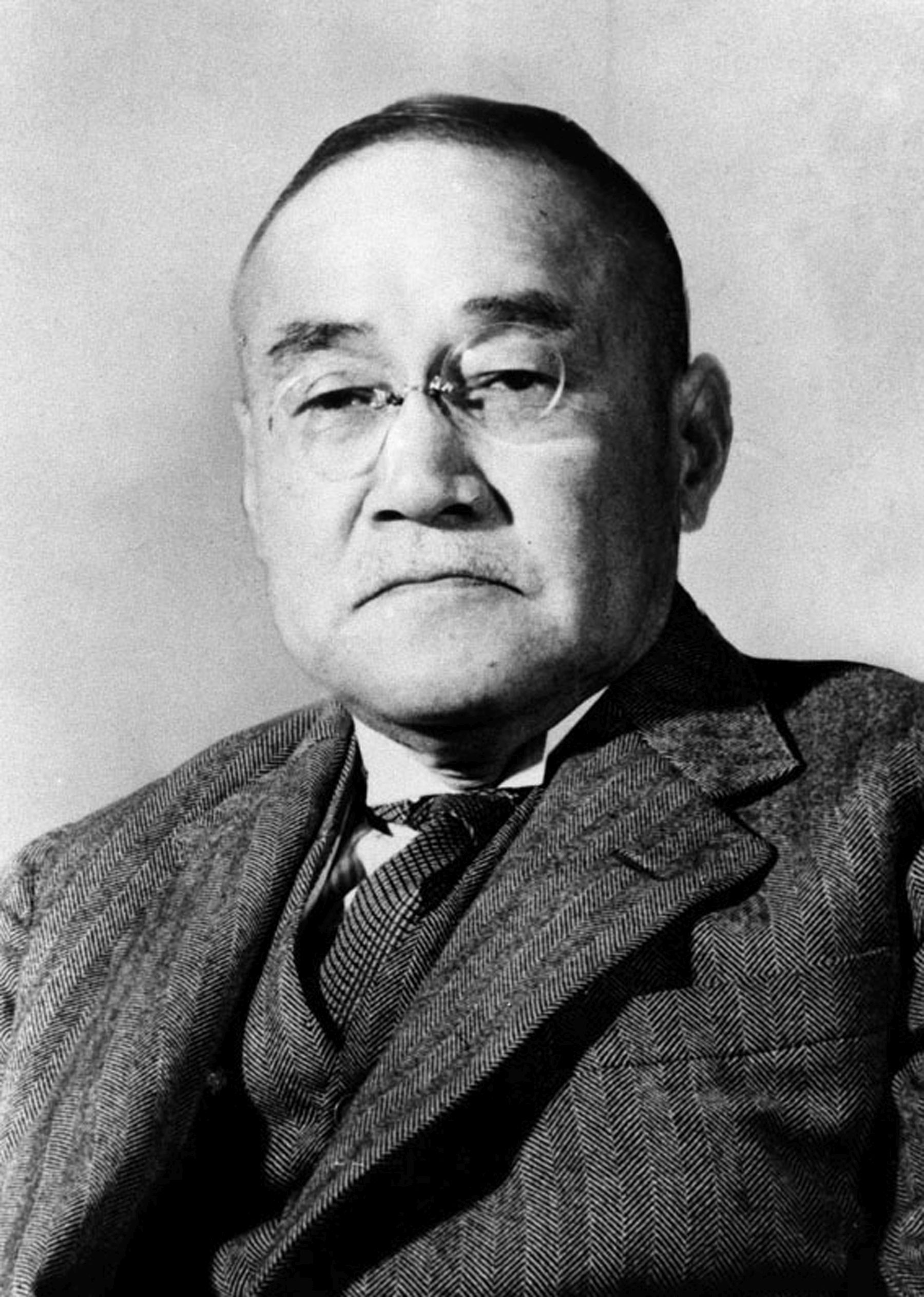
原自由党党魁吉田茂

保守主流（日语：／）是日本自由民主党中若干派系的统称，与保守支流相对。这一词语见于保守主流各派系和媒体上。

## 简介
自由民主党由原自由党和原民主党于1955年合并而成，史称保守合同，但内部派系仍然纷繁。其中，原自由党的人马组成保守主流，与原民主党的人马组成保守支流（包含清和政策研究會、近未來政治研究會等）相对。
政策上，保守本流主张《日美安保条约》下的裁军、经济优先、扩大社会保障等趋势。

## 保守主流派系
- 平成研究会（茂木派）
- 宏池会（岸田派）
- 志公会（麻生派）
- 有隣会（谷垣グループ）